# 大埔厝
大埔厝，是臺灣臺中市潭子區的一個傳統地域名稱，位於該區西北部。相較於今日行政區，其範圍大致包括大豐里、大富里。

## 歷史
台灣清治末期至日治初期，大埔厝地區為一街庄，稱為「大埔厝庄」，隸屬於捒東上堡。該庄北與三角仔庄為鄰，東與車路墘庄、校栗林庄、潭仔墘庄為鄰，南邊為東員寶庄，西南邊為西員寶庄，西邊為花眉庄。
1901年（日治明治三十四年）11月，全台廢縣廳改設二十廳，該庄隸屬於臺中廳。1903年（明治三十六年）6月，該庄編入「潭仔墘區」，仍隸屬於臺中廳。1909年（明治四十二年）10月，合併二十廳為十二廳，潭仔墘區隸屬不變。1920年（大正九年），全台地方制度大改正，廢十二廳改設五州二廳，該庄改制為「大埔厝」大字，隸屬於臺中州豐原郡潭子庄，大字下有「大埔厝」、「牛埔子」小字名。
戰後潭子庄改制為潭子鄉，隸屬於臺中縣，大字亦改制為村。1950年10月，中、彰、投分治，潭子鄉仍隸屬臺中縣。2010年12月，臺中縣市合併為直轄臺中市，潭子鄉改制為潭子區，村亦改制為里。

## 聚落
本地區發展較早的聚落有東大埔厝、西大埔厝、牛埔仔等，在日治期初期的官方地圖上已有記載。此外，本地區尚有棉樹腳、三角仔、崇德皇家社區、歐洲村社區、綠世界社區、潭子大第社區等聚落。

## 交通
國道1號又稱「中山高速公路」，是台灣西部兩條縱向高速公路之一，大致以北偏東—南偏西走向轉東北－西南走向經過大埔厝地區中部偏西地帶。境內未設交流道，北側最近的是省道台10線交會處的豐原交流道，南側最近的是省道台1乙線交會處旁的大雅交流道。由此等可快速前往國道1號沿線各地。
區道中84線（民族路二段、潭富路三段～二段）是東寶至潭子的道路，大致以南南西－北北東走向自本地區南部邊界西側入境後，先轉東偏北再轉北北東，經大富路二段路口後轉西北穿越國道1號涵洞，再轉東北至富潭路三段路口，順向沿富潭路三段而行，轉東南再度穿越國道1號涵洞後轉東北再繞大彎轉東再轉北北東再轉東南東蜿蜒而行，最終於本地區東部邊界南側出境。由該道路向南南西可前往東員寶與西員寶交界地帶並止於區道中86線路口，向東南東轉東南可前往潭子市區並止於省道台3線路口。

## 文化資產
- 摘星山莊（市定古蹟）

## 運動休閒
- 潭雅神自行車道：經過本地區東北端